# 南岳蹄盖蕨
南岳蹄盖蕨（学名：Athyrium nanyueense），为蹄盖蕨科蹄盖蕨属下的一个植物种。生长于海拔800米的灌丛中。